# Bounhom Siliphone
Bounhom Siliphone (ur. 16 kwietnia 1965) – laotański lekkoatleta (sprinter), olimpijczyk.
Wystąpił na Letnich Igrzyskach Olimpijskich 1992. Pojawił się na starcie czwartego biegu eliminacyjnego w wyścigu na 200 metrów. Z wynikiem 23,64 s uplasował się na ostatnim szóstym miejscu. Był to także najsłabszy rezultat eliminacji (startowało 79 zawodników). 
Rekord życiowy w biegu na 200 metrów: 23,42 (1989).